# 圣马丹德拉略
圣马丹德拉略（法語：Saint-Martin-de-la-Lieue，法語發音：[sɛ̃ maʁtɛ̃ də la ljø] ⓘ）是法国卡尔瓦多斯省的一个市镇，属于利雪区。

## 地理
圣马丹德拉略（49°6'42"N, 0°13'5"E）面积8.4 平方千米，位于法国诺曼底大区卡爾瓦多斯省，该省份为法国西北部沿海省份，北濒大西洋英吉利海峡，东北与滨海塞纳省以海上边界相接，东临厄尔省，南至奧恩省，西与芒什省接壤。
与圣马丹德拉略接壤的市镇（或旧市镇、城区）包括：伯维莱尔、格洛、利雪、勒梅尼勒厄德、圣代西尔、圣日耳曼德利韦、圣让德利韦、圣皮埃尔德西夫。

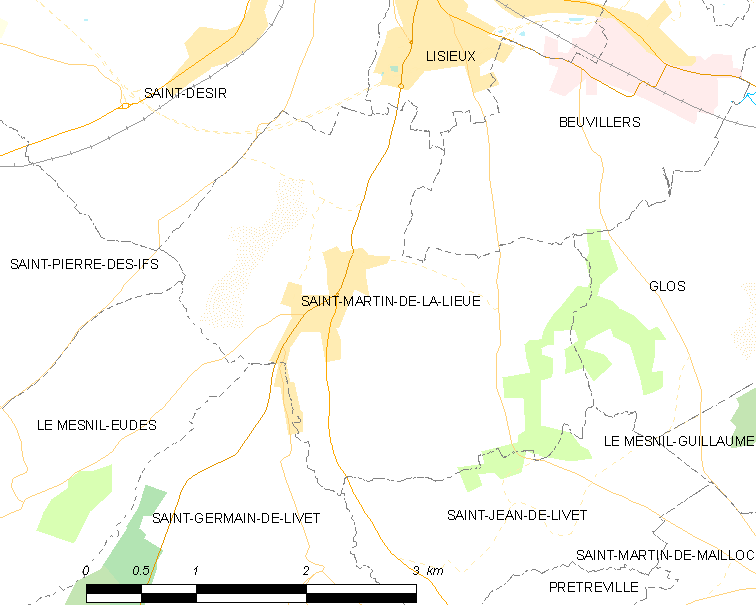
圣马丹德拉略的OSM定位图

圣马丹德拉略的时区为UTC+01:00、UTC+02:00（夏令时）。

## 行政
圣马丹德拉略的邮政编码为14100，INSEE市镇编码为14625。

## 政治
圣马丹德拉略所属的省级选区为利雪县。

## 人口

1962-2008年间圣马丹德拉略人口变化图示

圣马丹德拉略于2022年1月1日时的人口数量为767人。